# Capacité d'adaptation

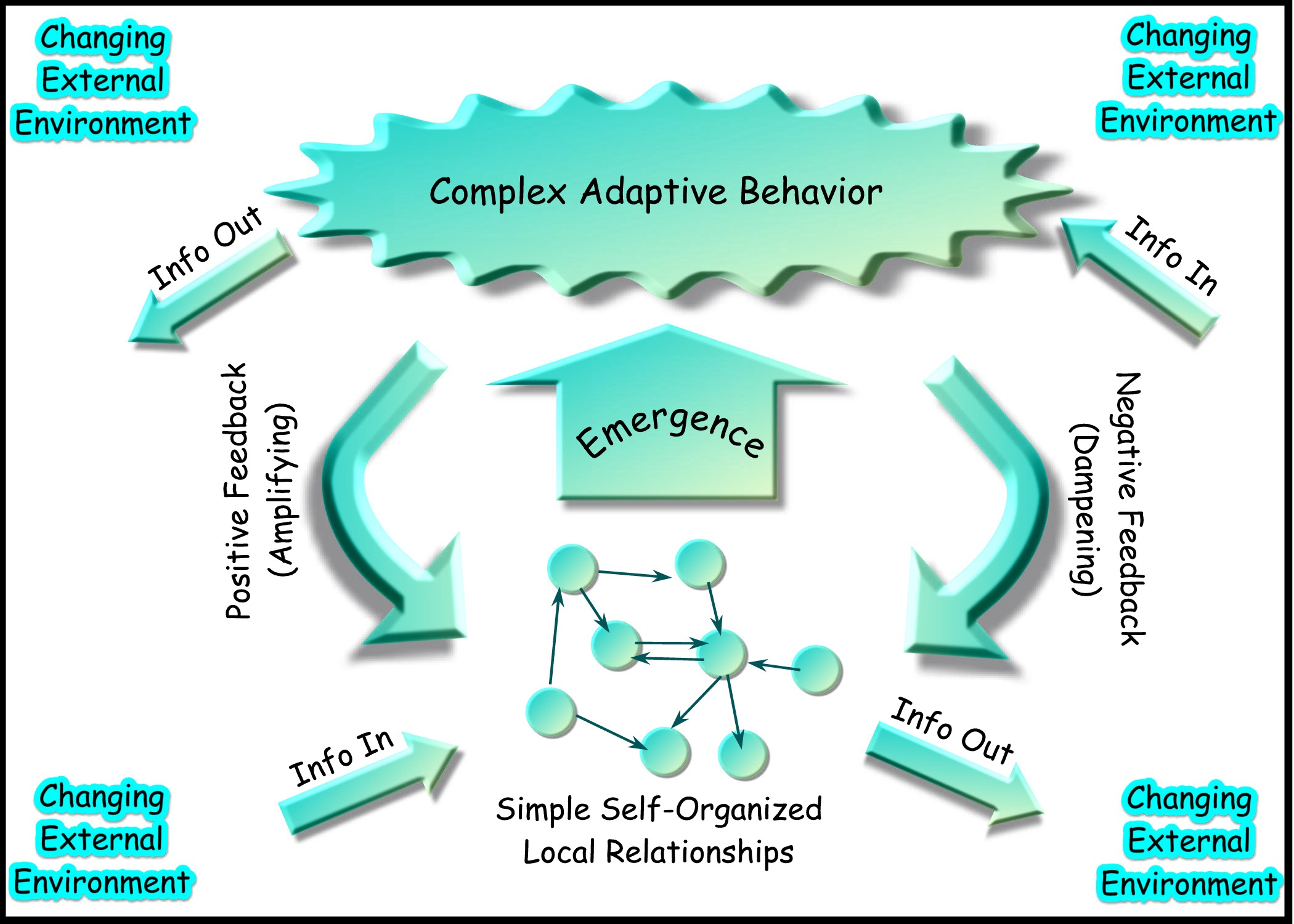
shéma en anglais de ce que la capacité d'adaptation

La capacité d'adaptation se rapporte à la capacité des systèmes, des institutions, des humains et d'autres organismes à s'adapter aux dommages potentiels, à tirer parti des opportunités ou à réagir aux conséquences.
Dans le contexte des systèmes écologiques, la capacité d'adaptation est déterminée par :
- la diversité génétique des espèces ;
- la biodiversité d'écosystèmes particuliers ;
- les mosaïques d'écosystèmes hétérogènes appliquées à des paysages spécifiques ou à des régions de biome.

Dans le contexte de systèmes sociaux socio-écologiques couplés, la capacité d'adaptation est généralement associée aux caractéristiques suivantes :
- la capacité des institutions et des réseaux sociaux à apprendre et à stocker les connaissances et l'expérience ;
- la flexibilité créative dans la prise de décision, la transition et la résolution de problèmes ;
- l'existence de structures de pouvoir réactives et tenant compte des besoins de toutes les parties prenantes.

Dans le contexte du changement climatique, la capacité d'adaptation dépend de l'interrelation de facteurs sociaux, politiques, économiques, technologiques et institutionnels opérant à diverses échelles. Certains d'entre eux sont génériques et d'autres sont spécifiques à l'exposition.

## Avantages
La capacité d'adaptation confère une résilience aux perturbations, donnant aux systèmes sociaux écologiques et humains la capacité de se reconfigurer avec une perte de fonction minimale.
- Dans les systèmes écologiques, cette résilience se traduit par la productivité primaire nette et le maintien de la biomasse et de la biodiversité, et la stabilité des cycles hydrologiques ;
- Dans les systèmes sociaux humains, cela se manifeste par la stabilité des relations sociales, le maintien du capital social et la prospérité économique[3].

Le renforcement de la capacité d'adaptation est particulièrement important dans le contexte du changement climatique, où il fait référence à une capacité latente — en termes de ressources et d'actifs — à partir de laquelle des adaptations peuvent être effectuées selon les besoins en fonction des circonstances futures. Étant donné que le climat futur est susceptible d'être différent du climat actuel, le développement de la capacité d'adaptation est une condition préalable à l'adaptation qui peut réduire les effets négatifs potentiels de l'exposition au changement climatique. Dans le contexte du changement climatique, la capacité d'adaptation, ainsi que l'aléa, l'exposition et la vulnérabilité, est un élément clé qui contribue au risque, ou au potentiel de dommage ou d'impact.

## Caractéristiques
La capacité d'adaptation peut être améliorée de différentes manières. Un rapport de l'Overseas Development Institute présente le cadre de capacité d'adaptation locale (LAC), présentant cinq caractéristiques fondamentales de la capacité d'adaptation. Ceux-ci incluent :
- Base d'actifs : la disponibilité d'une gamme diversifiée d'actifs de subsistance clés qui permettent aux ménages ou aux communautés de répondre à l'évolution des circonstances ;
- Institutions et droits : l'existence d'un environnement institutionnel approprié et évolutif qui permet l'accès et le droit aux actifs et capitaux clés ;
- Connaissances et informations : la capacité des ménages et des communautés à générer, recevoir, évaluer et diffuser des connaissances et des informations à l'appui d'options d'adaptation appropriées ;
- Innovation : le système crée un environnement propice à l'innovation, à l'expérimentation et à la capacité d'explorer des solutions de niche afin de tirer parti de nouvelles opportunités ;
- Prise de décision et gouvernance flexibles et prospectives : le système est capable d'anticiper, d'intégrer et de répondre aux changements en ce qui concerne ses structures de gouvernance et sa planification future[6].

De nombreuses interventions de développement — telles que les programmes de protection sociale et les efforts visant à promouvoir les filets de sécurité sociale — peuvent jouer un rôle important dans la promotion des aspects de la capacité d'adaptation.

## Relation entre capacité d'adaptation, états et stratégies
La capacité d'adaptation est associée aux stratégies de sélection r et K en écologie et à un passage d'une rétroaction positive explosive à des boucles de rétroaction négative durables dans les systèmes sociaux et les technologies,. La Resilience Alliance montre comment la courbe logistique de la rétroaction positive de phase r, remplacée par la stratégie de rétroaction négative K, est une partie importante de la capacité d'adaptation. La stratégie r est associée à des situations de faible complexité, de forte résilience et de potentiel croissant. Les stratégies K sont associées à des situations de complexité élevée, de potentiel élevé et de résilience élevée, mais si les perturbations dépassent certaines limites, la capacité d'adaptation peut être dépassée et le système s'effondre dans un autre état dit Oméga, de faible potentiel, de faible complexité et de faible résilience.